# Alan Fletcher (diseñador gráfico)
Alan Gerard Fletcher (27 de septiembre de 1931 – 21 de septiembre de 2006) fue un diseñador gráfico británico, calificado por el Daily Telegraph como “el diseñador gráfico más elevado y probablemente el más prolífico de su época”

## Primeros años
Fletcher nació en Nairobi, Kenia, donde su padre trabajaba de funcionario público. Luego volvió a Inglaterra a los 5 años con el resto de su familia, cuando su padre estaba en estado terminal. Fletcher vivió con sus abuelos en Shepherd's Bush, Londres del oeste, antes de ser evacuado en 1939 al Christ's Hospital en Horsham.
Estudió en la escuela de arte Hammersmith a partir de 1949, después en la escuela central del arte, en donde estudió bajo la tutela de Anthony Froshaug y conoció a Colin Forbes, Theo Crosby, Derek Birdsall y a Ken Garland. Después de un año de enseñar inglés en Barcelona, él volvió a Londres a estudiar en la Royal College of Art de 1953 a 1956, donde conoció a Peter Blake, Joe Tilson, Len Deighton, Denis Bailey, David Gentleman y Wellington Dick Smith.
Se casó con Paola Biagi, de nacionalidad italiana, en 1956, y tomó una beca para estudiar en la facultad de la arquitectura y diseño de la universidad de Yale, bajo la enseñanza de  Alvin Eisenman, Herbert Matter, Bradbury Thompson, Josef Albers y Paul Rand. Visitó a Robert Brownjohn, a Ivan Chermayeff y a Tom Geismar en Nueva York, hizo amigos con Bob Gill,, y fue comisionado por Leo Lionni para diseñar una cubierta para Fortune magazine en 1958. Después de una visita a Venezuela, volvió a Londres en 1959, trabajando brevemente para  Saul Bass en Los Ángelesy Pirelli en Milán.

## Vida profesional
Fundó la firma Fletcher/Forbes/Gill del diseño con Colin Forbes y Bob Gill en 1962. Un producto temprano era su libro diseño gráfico: Una comparación visual.
Sus clientes incluían Pirelli, Cunard, libros del pingüino y Olivetti. Gill dejó la sociedad en 1965 y fue substituido por Theo Crosby, así que la firma se convirtió en Crosby/Fletcher/Forbes. Dos nuevos socios ensamblaron, y la sociedad evolucionó a Pentagram en 1972, con Forbes, Crosby, Grange de Kenneth y Mervyn Kurlansky, con clientes que incluían Lloyd´s of London y Daimler Benz.
Muchos de sus diseños siguen funcionando: la insignia para Reuters que compuso de 84 puntos, creada en 1965, fue retirada en 1992, pero su insignia de “V&A” para Victoria and Albert Museum, y su insignia de “IoD” para el Institute of Directors sigue funcionando. En los años pasados el diseñó la insignia para la escuela italiana de la arquitectura "Facolta` di Architettura di Alghero".
Una exposición de su trabajo de vida se abrió en el Design Museum en Londres en el 11 de noviembre de 2006 hasta el 18 de febrero de 2007, junto a la publicación póstuma de su libro, “Picturing and Poeting”.
Ganó el Prince Philip Prize al diseñador del año, fue presidente de Designers and Art Directors Association en 1973 y el presidente internacional de la Alliance Graphique Internationale a partir de 1982 a 1985. Lo eligieron al Hall of Fame del club de directores de arte de nueva york en 1994, era un compañero mayor de la universidad real del arte en 1989 y fue un socio mayor del Royal College of Art en el 2000.
Falleció de cáncer en Londres.